# Grand Prix moto des États-Unis 2007
Le  Grand Prix moto des États-Unis 2007 est la onzième manche du championnat du monde de vitesse moto 2007. La compétition s'est déroulée du 20 au 22 juillet 2007 sur le circuit de Laguna Seca.
C'est la 14e édition du Grand Prix moto des États-Unis et la 11e édition comptant pour les championnats du monde.
Seules les MotoGP ont participé à cette course.

## Course MotoGP

### Classement final MotoGP
| Pos. | No | Pilote           | Moto     | Tours | Temps/Écart       | Départ | Points |
| ---- | -- | ---------------- | -------- | ----- | ----------------- | ------ | ------ |
| 1    | 27 | Casey Stoner     | Ducati   | 32    | 44 min 20 s 325   | 1      | 25     |
| 2    | 71 | Chris Vermeulen  | Suzuki   | 32    | +9 s 865          | 3      | 20     |
| 3    | 33 | Marco Melandri   | Honda    | 32    | +25 s 641         | 10     | 16     |
| 4    | 46 | Valentino Rossi  | Yamaha   | 32    | +30 s 664         | 5      | 13     |
| 5    | 26 | Daniel Pedrosa   | Honda    | 32    | +35 s 622         | 2      | 11     |
| 6    | 14 | Randy de Puniet  | Kawasaki | 32    | +38 s 664         | 13     | 10     |
| 7    | 13 | Anthony West     | Kawasaki | 32    | +41 s 422         | 12     | 9      |
| 8    | 6  | Makoto Tamada    | Yamaha   | 32    | +42 s 355         | 11     | 8      |
| 9    | 4  | Alex Barros      | Ducati   | 32    | +43 s 520         | 17     | 7      |
| 10   | 95 | Roger Lee Hayden | Kawasaki | 32    | +43 s 720         | 16     | 6      |
| 11   | 5  | Colin Edwards    | Yamaha   | 32    | +47 s 376         | 8      | 5      |
| 12   | 56 | Shinya Nakano    | Honda    | 32    | +52 s 848         | 9      | 4      |
| 13   | 50 | Sylvain Guintoli | Yamaha   | 32    | +58 s 410         | 14     | 3      |
| 14   | 7  | Carlos Checa     | Honda    | 32    | +1 min 15 s 366   | 15     | 2      |
| 15   | 21 | John Hopkins     | Suzuki   | 30    | +2 tours          | 7      | 1      |
| 16   | 57 | Chaz Davies      | Ducati   | 29    | +3 tours          | 20     |        |
| ab.  | 1  | Nicky Hayden     | Honda    | 22    | Retrait           | 4      |        |
| ab.  | 17 | Miguel Duhamel   | Honda    | 10    | Casse mécanique   | 19     |        |
| ab.  | 80 | Kurtis Roberts   | KR212V   | 5     | Problème de frein | 18     |        |
| ab.  | 65 | Loris Capirossi  | Ducati   | 3     | Casse mécanique   | 6      |        |